# Pamela Sue Martin
Pamela Sue Martin (* 5. Januar 1953 in Westport, Connecticut) ist eine US-amerikanische Schauspielerin.

## Leben
Pamela Sue Martin war nach ihrem Schulabschluss zunächst in mehreren Berufen tätig, unter anderem arbeitete sie an einem Imbissstand. Später war sie zeitweise als Model tätig. Im Juli 1978 war sie auf dem Cover des Playboy abgebildet.
Als Schauspielerin vor der Kamera wirkte sie von 1972 bis 2019 in über 20 Film- und Fernsehproduktionen mit. Ihre bekannteste Rolle war die der Fallon Colby, geb. Carrington, in der Fernsehserie Der Denver-Clan. Nach drei Jahren verließ sie die Serie auf eigenen Wunsch. Die Rolle wurde danach mit Emma Samms neu besetzt.
In den 1990er-Jahren leitete sie im Bundesstaat Idaho zeitweise ein eigenes Theater und war auch als Drehbuchautorin für verschiedene Serien aktiv. Später war sie einige Jahre lang als Seelsorgerin tätig und engagiert sich zudem für Greenpeace und PETA.
Pamela Sue Martin ist viermal geschieden und hat einen Sohn, der aus ihrer dritten Ehe stammt.

## Deutsche Synchronsprecher
Pamela Sue Martin wurde im deutschsprachigen Raum unter anderem von Rebecca Völz, Franziska Pigulla, Katja Nottke und Madeleine Stolze gesprochen.

## Filmografie
- 1972: To Find a Man
- 1972: Die Höllenfahrt der Poseidon (The Poseidon Adventure)
- 1973: The Girls of Huntington House
- 1974: The Gun and the Pulpit
- 1974: Buster liebt Billie (Buster and Billie)
- 1974: Winter unserer Liebe (Our Time)
- 1975: It Could Happen to You
- 1976: The Quest
- 1976: The Hemingway Play
- 1977–1978: The Hardy Boys/Nancy Drew Mysteries (Fernsehserie, 14 Folgen)
- 1978: Human Feelings
- 1979: Die Frau in Rot (The Lady in Red)
- 1980: Love Boat (Fernsehserie, 1 Folge)
- 1980: Fantasy Island (Fernsehserie, 1 Folge)
- 1981–1984: Der Denver-Clan (Dynasty, Fernsehserie, 86 Folgen)
- 1984: Cocaine-Paradise (Torchlight)
- 1986: Strong Medicine
- 1987: Die Hexen von Bay Cove (Bay Coven)
- 1987: Flicks
- 1987: Anniversary Gift
- 1989: The Saint: The Software Murders
- 1990: Das Geheimnis des verschwundenen Satelliten (Sky Trackers)
- 1990: A Cry in the Wild
- 2002: Die wilden Siebziger (Fernsehserie, 1 Folge)
- 2006: The L Word – Wenn Frauen Frauen lieben (Fernsehserie, 1 Folge)
- 2010: Supernatural (Fernsehserie, 1 Folge)
- 2014: McTaggarts Fortune
- 2017: Mein Weihnachtsprinz (My Christmas Prince)
- 2019: Nancy Drew (Fernsehserie, 1 Folge)